# Andreas Charles Teilman (ornitolog)
 Der er flere personer med dette navn, se Andreas Charles Teilman (godsejer).
Andreas Charles Teilman (24. juni 1786 på Endrupholm – 10. december 1852 på Frederiksberg) var en dansk godsejer og amatørornitolog.
Teilman var yngste søn af etatsråd Tøger Reenberg Teilmann til Endrupholm (1721-1788) og Sophie Amalie f. von Gersdorff (1743-1801). Han blev efter moderens død ejer af Riber Kærgård ved Ribe, 1807 løjtnant ved det jyske landeværn, 1810 kammerjunker, 1821 jægermester. 1820 foretog han en naturvidenskabelig rejse til Island, 1825 blev han toldinspektør i Christiansted på St. Croix, fra hvilket embede han blev entlediget 1833. 1829 blev han hofjægermester, men året inden havde han solgt Riber Kærgård.
Teilmans litterære virksomhed er – med undtagelse af en del i blade og tidsskrifter spredte artikler, der til dels publiceredes anonymt eller under pseudonymet «Anders Fisker» –
indskrænket til skriftet: Forsøg til en Beskrivelse over Danmarks og Islands Fugle eller Haandbog i det danske Vejdeværk, 1. afdeling (1823). Dette værk er skrevet væsentlig ud fra jægersynspunkter og uden nogen større videnskabelig værdi, men det har dog haft stor betydning som den første større samlede fremstilling af Danmarks ornitologi. Indirekte fik Teilmans bog betydning ved at fremkalde Friderich Fabers Ornithologiske Noticer som Bidrag til Danmarks Fauna (1824).
A.C. Teilman var gift 3 gange: 1. gang (1808) med Margrethe Christine Elisabeth f. Wedelsparre (1784-1823), datter af kammerherre Ditlev Wedelsparre, 2. gang (1825) med Sophie Dorothea f. Bardenfleth (1803-1826), datter af kontreadmiral Johan Frederik Bardenfleth, og 3. gang (1843) med Frederikke Dorothea f. Leschly (1817-1889), datter af bogholder Frederik Werner Leschly.
Han er begravet på Frederiksberg Ældre Kirkegård.